# La Longue Route
Pour les articles homonymes, voir La Longue Route (homonymie).
La Longue Route de Bernard Moitessier est le récit autobiographique de son périple pendant la première course autour du monde en solitaire du Golden Globe, en 1968. C'est son troisième livre, après Vagabond des Mers du Sud et Cap Horn à la voile.

## Contexte
Alors qu'il ne se remet pas d'avoir bâclé son dernier récit, relatant son voyage de noces en Polynésie et le retour par le Cap Horn, le navigateur et écrivain Bernard Moitessier décide, après avoir d'abord sérieusement pensé au suicide, pour se racheter, d'écrire un autre livre. Un livre qui raconterait un voyage encore plus fabuleux. Il décide alors de ce tour du monde en solitaire sans escale.
Apprenant qu'un Britannique, Bill King (en), prépare le même voyage, le Sunday Times organise une course au règlement simplifié : chacun partira entre le 1er juin et le 31 octobre du port britannique de son choix ; il suffira ensuite de boucler le tour du monde par les trois grands caps, sans toucher terre et sans assistance. Deux récompenses à la clé : un chèque de 5 000 livres sterling pour le plus rapide, et un trophée (le Golden Globe), au premier arrivé.
Le Golden Globe Challenge est créé.
Après un premier refus, Moitessier accepte de participer à cette course. Il rejoint alors l'Angleterre, afin de finir de préparer son voilier. Il part le 22 août 1968 de Plymouth, à bord de Joshua, son ketch en acier de douze mètres, dont les mâts sont des poteaux télégraphiques. Il emporte avec lui un transistor radio pour écouter la météo mais pas d'émetteur radio pour communiquer sa position, jugeant ce matériel trop encombrant. Il embarque également un petit magnétophone pour raconter son aventure, une caméra Beaulieu 16 mm et douze bobines de film. Deux autres partent dans la même période : Loïck Fougeron et Bill King, avec qui il a partagé énormément pendant ses préparatifs.

## Un long périple

Voyage du Joshua selon la description indiquée dans La Longue Route.

Très vite, La Longue route prend une tournure toute autre que les précédents livres de Moitessier. Il y explique sa vision de la mer, du monde actuel et de ses dérives. Il raconte les calmes de l'océan Indien où il passe ses journées à nourrir les oiseaux. Moitessier n'est plus en course. Il a dit avant de partir qu'il courrait la course à sa façon, et c'est effectivement ce qu'il fait. Quand il pousse son bateau au maximum, rajoutant des bonnettes sous la trinquette, c'est pour voir Joshua avaler les milles et ne pas rester trop longtemps sous les hautes latitudes, où il ne fait pas bon de traîner. Quand il s'inquiète de savoir où sont les autres, c'est par crainte qu'il leur soit arrivé quelque chose. Et le marin passe le cap Leeuwin, au large de l'Australie, puis le cap Horn. Il remonte ensuite vers le Nord, pour s'éloigner de la zone des icebergs, se reposer et décide, comme il l'avait décidé quelque temps après Leeuwin, de continuer vers le Pacifique, sans escale.

## «Je continue sans escale vers les îles du Pacifique»
Alors que tout le monde l'attend en vainqueur (au train où il avance, il dépasse bientôt Robin Knox-Johnston, parti bien avant lui), Bernard passe pour la seconde fois le cap de Bonne-Espérance. Le 18 mars 1969, il catapulte à l'aide d'un lance-pierre un jerrican — dans lequel il a glissé un message accompagné de ses cassettes et bobines de films — sur un cargo dans la baie du Cap. Il annonce à la stupeur générale : « Je continue sans escale vers les îles du Pacifique, parce que je suis heureux en mer, et peut-être aussi pour sauver mon âme ». Pour lui, partir d'Europe pour revenir en Europe, c'était comme partir de nulle part pour revenir nulle part.[réf. nécessaire]
Le 21 juin 1969, trois mois après ce message, après avoir traversé une nouvelle fois l'océan Indien, passé le cap Leeuwin une deuxième fois, mis quatre fois les mâts dans l'eau au cours d'une tempête, Joshua tire des bords pour rejoindre le port de Papeete. Les plaisanciers voient passer la longue carène aux traînées de rouille. Bernard Moitessier jette une ancre, lance les amarres. Parmi ceux qui les saisissent, Pierre Deshumeurs, avec qui, 18 ans plus tôt, il a tenté de rejoindre l'Australie en partant d'Indochine française sur un bateau pourri de la quille jusqu'à la pomme du mât. Après 303 jours de mer, le périple est fini. Il pulvérise également le record de la plus longue traversée en solitaire sans escale, avec quelque 37 455 milles parcourus, soit 69 367 kilomètres.[réf. nécessaire]

## Une course teintée de malheurs

Les positions des concurrents au 10 avril 1969.

Knox-Johnston arrive le 12 avril à Falmouth, après 313 jours de mer. Il remporte les deux trophées, puisqu'il est le seul à boucler la course. En effet, sur neuf partants, il n'y a que lui qui est rentré. Fougeron et Bill King ont abandonné.
Quant à Donald Crowhurst, parti juste avant la date limite, son bateau est retrouvé, le 10 juillet 1969, à la dérive. À bord, on y retrouve deux livres de bord. Le premier dévoile une navigation imaginaire autour du globe, l'autre un parcours réel qui n'a pas quitté l'Atlantique. En effet, Crowhurst, voyant sa progression laborieuse, a très vite eu l'idée de bouchonner dans l'Atlantique Sud, tout en envoyant de fausses positions. Il fait même escale pendant deux jours près de Río Salado en Argentine, pour réparer un flotteur endommagé.
Se croyant rattrapé par Crowhusrt, Nigel Tetley désagrège son trimaran en remontant l'Atlantique. Mais l'abandon de Bernard Moitessier et la désagrégation du trimaran de Tetley font que Crowhurst pourrait arriver en Angleterre en réalisant le tour autour du monde le plus rapide. Il comprend alors que sa navigation va être décortiquée, et la supercherie découverte. Il met fin à ses jours. On retrouve également un recueil de 25 000 mots, sorte de long testament philosophique, que Crowhurst a écrit en sept jours, avant de se suicider. Knox-Johnston remet la bourse de 5 000 livres sterling à la famille endeuillée de Crowhurst.

## Rédaction du livre
Même si son éditeur lui a donné un an pour rédiger son livre, Bernard Moitessier prend deux ans pour décrire les dix mois passés seul en mer, où il recrée « le fidèle reflet du fabuleux sillage ». Alors qu'il s'apprête à remettre le manuscrit à son éditeur, il ajoute un ultime chapitre. 
Puisqu'il a tourné le dos à l'Europe et son progrès en continuant vers le Pacifique, il ne peut se renier en acceptant les droits d'auteur. Il lègue alors tous les droits, français et étrangers, au pape Paul VI, pour « aider à la reconstruction du monde ». Et si le Vatican ne veut pas de cet argent, la somme ira aux Amis de la Terre. Cette opération est un coup d'épée dans l'eau, car personne ne s'intéresse à cette somme pourtant rondelette, et deux ans après la parution de La Longue Route, l'argent dort encore sur le compte de l'éditeur. En moins de trois ans, les ventes dépassent les cent mille exemplaires, et, comme son Vagabond des Mers du Sud, le troisième livre de Bernard Moitessier devient une référence dans le domaine de la littérature maritime.
Plusieurs années après, il monte un film à partir des rushs tournés pendant la traversée, avec une caméra Beaulieu.

## Éditions
- Paris : Arthaud, 1971
- Réédition en fac-similé : Paris : Arthaud, coll. « Mer », 2005. 315 p., 20 cm  (ISBN 2-700-39654-5). J'ai lu, 1995  (ISBN 2-277-23738-8)
- Bernard Moitessier, La Longue Route, Incontri Nautici, Rome, documentaire de 27 min.